# ローゼンシュタイン徴候
ローゼンシュタイン徴候（ - ちょうこう、英：Rosenstein's sign または Rosenstein's symptom）とは、腹膜炎の際に、腹壁を強く圧迫し、左側臥位で右下腹部の圧痛点を圧迫すると痛みが増強する徴候である。壁側腹膜の炎症性刺激によると考えられ、ロブシング徴候などともに重要な腹膜刺激症状である。
名称は、この徴候を報告したドイツ人内科医パウル・ローゼンシュタイン(1875-1964)(de)に由来する。